# Fbxkb
fbxkb — X11 индикатор раскладки клавиатуры в  UNIX-подобных операционных системах.
Основное назначение утилиты — показывать значение текущей раскладки клавиатуры в области системных уведомлений.
Это NETWM совместимая утилита, которая зависит только от GTK+ (не требуя установки среды рабочего стола GNOME)

## Лицензия
Утилита бесплатна и распространяется по лицензии GPL.